# Theo Willems
Theodorus "Theo" Willems (Uden, Brabant del Nord, 22 de febrer de 1891 - Bakel, 512 d'abril de 1960) va ser un tirador amb arc neerlandès que va competir a començaments del segle xx.
El 1920 va prendre part en els Jocs Olímpics d'Anvers, on va disputar una prova del programa de tir, el tir a l'ocell mòbil, 28 m. per equips, en què guanyà la medalla d'or.